# چارلینا
چارلینا (به لهستانی:  Czarlina) یک روستا در لهستان است که در گمینا کوشچیژنا واقع شده‌است. چارلینا ۱۳۹ نفر جمعیت دارد.